# Atilio Lombardo
Atilio Lombardo Nolle (* 1902; † 21. Juni 1984 in Montevideo) war ein uruguayischer Botaniker.
Sein botanisches Autorenkürzel lautet „Lombardo“.
1919 schloss er seine Ausbildung an der Escuela Municipal de Jardinería in Montevideo ab. Von 1940 bis 1973 war er Direktor des Museo Botánico und des Botanischen Gartens von Montevideo. Lombardo beschäftigte sich mit der Erforschung von Pflanzen und widmete sich insbesondere der Taxonomie. Er veröffentlichte zahlreiche Schriften sowohl in in- als auch ausländischen Zeitschriften und schrieb mehrere Bücher. Nach ihm ist in Montevideo der botanische Garten Jardín Botánico Profesor Atilio Lombardo benannt.